# Ерыклинка
Ерыклинка (устар. Ерыкла) — река в Ульяновской области России, протекает по Тереньгульскому району. Левый приток Чамбула.

## География
Река Ерыклинка берёт начало у села Старая Ерыкла на высоте 174 м над уровнем моря. Течёт на север по открытой местности мимо села Новая Ерыкла. Устье реки находится на высоте 135 м в 4,7 км от устья Чамбула. Длина реки составляет 13 км, площадь водосборного бассейна — 154 км².

## Данные водного реестра
По данным государственного водного реестра России относится к Верхневолжскому бассейновому округу, водохозяйственный участок реки — Свияга от истока до села Альшеево, речной подбассейн реки — Волга от впадения Оки до Куйбышевского водохранилища (без бассейна Суры). Речной бассейн реки — (Верхняя) Волга до Куйбышевского водохранилища (без бассейна Оки).
Код объекта в государственном водном реестре — 08010400512112100002059.